# 日本下水道協会
公益社団法人日本下水道協会（にほんげすいどうきょうかい、JAPAN SEWAGE WORKS ASSOCIATION）は、東京都千代田区に本部を置く、下水道の調査を主な事業とする公益法人である。元環境省廃棄物対策課所管。

## 概要
下水道の調査や、下水道の役割や効果、仕組み、深刻化している諸問題などの情報を提供するほか、下水道の整備計画などに関する著作物の出版などを行っている。また、下水道普及促進などの会議や委員会、下水道技術者を対象とする研修会・講習会も開かれている。

## 本部所在地
- 〒100-0004 東京都千代田区内神田二丁目10番12号 内神田すいすいビル5階～8階

## 沿革
- 1964年（昭和39年）4月 ‐ 「全国下水道促進会議」と「日本水道協会」の下水道部門を統合して発足。
- 1965年（昭和40年）1月 ‐ 公益法人の許可を受け、法人化する。

## 歴代理事長
- 久保赳
- 曽小川久貴
- 安中徳二
- 岡久宏史